# Clavé
Clavé település Franciaországban, Deux-Sèvres megyében. Lakosainak száma 352 fő (2022. január 1.). Clavé Exireuil, Reffannes, Saint-Georges-de-Noisné, Saint-Lin és Les Châteliers községekkel határos.

## Népesség
A település népességének változása:
| Lakosok száma | 356  | 365  | 372  | 363  | 362  | 361  | 361  | 357  | 352  |
|               | 2013 | 2015 | 2016 | 2017 | 2018 | 2019 | 2020 | 2021 | 2022 |